# Сент-Джон (графство, Нью-Брансуик)
Графство Сент-Джон расположено в южной части канадской провинции Нью-Брансуик. По данным переписи 2006 года численность населения графства составляет 74 621 человек . 
Графство было одним из первых восьми графств, образованных в 1785 году. Основу графства составляет город Сент-Джон.

## Населённые пункты и приходы
Вся территория графства включает в себя один город, одну деревню и три прихода .
| Название     | Оригинальное название | Статус  | Площадь | Население |
| ------------ | --------------------- | ------- | ------- | --------- |
| Сент-Джон    | Saint John            | Город   | 315,49  | 68043     |
| Сент-Мартинс | St. Martins           | Деревня | 2,29    | 386       |
| Маскуаш      | Musquash              | Приход  | 233,45  | 1235      |
| Сент-Матринс | Saint-Martins         | Приход  | 629,00  | 1198      |
| Симондс      | Simonds               | Приход  | 281,80  | 3759      |